# Бєлохвостікова Наталія Миколаївна
Бєлохвостікова Наталія Миколаївна — радянська і російська акторка театру і кіно. Заслужена артистка РРФСР (1977). Народна артистка РРФСР (1984). Лауреатка двох Державних премій СРСР (1971, 1985). Кавалер орденів Пошани (2003) і «За заслуги перед Вітчиною» IV ступеня (2006).

## Життєпис

Кадр з фільму «Тегеран-43» (1980): Андре (Ігор Костолевський) та Марі (Наталія Бєлохвостікова)

Наталія Бєлохвостікова родилася в Москві в родині радянського дипломата Миколи Дмитровича Бєлохвістікова (1918—1984).
Дебютувала в кіно у 1965 році підліткою в епізодичній ролі в картині «Сердце матері».
Закінчила Всесоюзний державний інститут кінематографії (1971, акторська майстерня С. Герасимова і Тамари Макарової).
У 1971—1975 рр. — акторка кіностудії імені М. Горького.
З 1976 року — акторка Театру-студії кіноактора.
Будучи студенткою, знялася в картині С. Герасимова «У озера» (1969) в ролі Олени Барміної. За цю роботу молода акторка удостоєна Премії кінофестивалю в Карлових Варах (1970) в номінації За найкращу жіночу роль та Державної премії СРСР (1971).
Успіх і популярність акторці принесли блискучі роботи в 5-серійному фільмі С. Герасимова «Червоне і чорне» (1976, Матильда де Ла Моль), в фільмах О. Алова і В. Наумова «Легенда про Тіля» (1976, Нелє), «Тегеран-43» (1980, мадам Марі Луні; мадемуазель Наталі Луні) і «Берег» (1983, Эмма Герберт), картині Юлія Карасика «Склянка води» (1979, Анна, королева Англії), а також роль дони Анни в «Маленькіх трагедіях» (1979) Михайла Швейцера.
За виконання ролі Емми Герберт у фільмі «Берег» (1983) акторка удостоєна другої Державної премії СРСР (1985).
За великий внесок у кіномистецтво відзначена державними нагородами та кінопреміями.

### Родина
- Человік: Наумов Володимир Наумович — радянський і російський кінорежисер, сценарист, актор, продюсер, педагог. Народний артист СРСР (1983).
  - Дочка: Наталія Наумова (нар. 1976), кінорежисерка і кіноакторка.
  - Прийомний син — Кирилл Бєлохвостіков.

## Фільмографія
- «Серце матері» (1965, епізод)
- «Настасья і Фомка» (1968, к/м, ВДІК)
- «Біля озера» (1969, Олена Барміна)
- «Співай пісню, поете...» (1971, Анна Снєгіна)
- «Надія» (1973, Надія Крупська)
- «Океан» (1974, Анєчка)
- «Червоне і чорне» (1976, Матильда де Ла Моль)
- «Легенда про Тіля» (1976, Нелє)
- «Історія з метранпажем» (1978, к/м, Вікторія)
- «Маленькі трагедії» (1979, дона Анна)
- «Склянка води» (1979, Анна, королева Англії)
- «Тегеран-43» (1980, мадам Марі Луні; мадемуазель Наталі Луні)
- «Непроханий друг» (1981, Ніна)
- «Принцеса цирку» (1982, графиня Теодора Палінська (вокал — Галина Ковальова)
- «Берег» (1983, Емма Герберт; СРСР—ФРН)
- «Дві глави з сімейної хроніки» (1983, Ірина Благоволіна)
- «Законний шлюб» (1985, Ольга Калінкіна)
- «Змієлов» (1985, Лена)
- «Вибір» (1987, Марія Васильєва/Вікторія Васильєва, дочка)
- «Закон» (1989, Марина)
- «Десять років без права листування» (1990, Ніна)
- «Господи, почуй молитву мою» (1991, Катерина, сестра Олександри)
- «Розшукується небезпечний злочинець» (1992, Наташа)
- «Просіть і буде Вам» (1992, Катерина)
- «Біле свято» (1994, Маша)
- «Годинник без стрілок» (2001, Неллі Володимирівна)
- «Рік Коня: Сузір'я скорпіона» (2004, Марія)
- «Джоконда на асфальті» (2007, Клавдія)
- «В Росії йде сніг» (не був завершений) (2009, Олена)
- «Казка про царя Салтана» (не був завершений) (2012, Баба Бабаріха)